# Comité de la défense nationale (Corée du Nord)
Pour les articles homonymes, voir Commission de la Défense nationale.
Le Comité de la défense nationale (également traduit par Commission de défense nationale) de la Corée du Nord était un organisme étatique, défini par la Constitution comme le centre de décision des affaires militaires du pays. Il dirigeait donc l'Armée populaire de Corée et le ministère de la Défense nationale lui était subordonné. Le Comité de la défense nationale de la Corée du Nord était comparable à la Commission militaire centrale de la république populaire de Chine.

## Historique
L'armée nord-coréenne a d'abord été placée sous l'autorité directe du président de la République. En 1992, une révision constitutionnelle a fait du Comité un organe indépendant. Kim Jong-il, déjà nommé commandant suprême de l'Armée en 1991, est devenu en 1993 le premier président du Comité, ajoutant à son contrôle sur l'armée un poste garanti par la Constitution, dans la perspective de la succession de son père Kim Il-sung. 
Après la mort de Kim Il-sung en 1994, le poste de président de la République est supprimé de facto. Une nouvelle révision constitutionnelle définit en 1998 Kim Il-sung comme président éternel et le Comité comme l'organe central de décision des affaires militaires.
La Constitution de la Corée du Nord de 1998 précise que le président du Comité est le « Dirigeant suprême de la république populaire démocratique de Corée ». La place prépondérante de l'armée en Corée du nord fait du président du Comité de la Défense nationale l'un des hommes les plus puissants du pays. La personne occupant ce poste était considérée comme l'équivalent de fait du chef de l'État en Corée du Nord, bien que le poste de président de la République n'existe plus officiellement et que, juridiquement, le chef de l'État soit le président du Présidium de l'Assemblée populaire suprême. 
Le Comité et son président était placés sous l'autorité théorique de l'Assemblée populaire suprême. L'APS élit le président du Comité, puis élit ou révoque le premier vice-président, les vice-présidents ou les membres du Comité sur proposition du président. La Constitution donnait à l'Assemblée le pouvoir de révoquer le président et les autres membres du Comité.
Kim Jong-un, proclamé commandant suprême de l'Armée populaire de Corée et chef suprême du pays au lendemain de la mort de son père, est officiellement investi à la présidence du comité le 13 avril 2012. En juin 2016, une nouvelle révision constitutionnelle supprime le Comité de la défense nationale pour le remplacer par un nouvel organisme, la Commission des affaires de l'État, également présidée par Kim Jong-un.